# Ямамото Сюґоро
Сюґо́ро Ямамо́то (яп. 山本 周五郎, Yamamoto Shūgorō); його справжнє ім'я — Сімі́дзу Сато́му (яп. 清水 三十六, Shimizu Satomu); нар. 22 червня 1903, Оцукі, префектура Яманасі, Японія — пом. 14 лютого 1967, Йокогама, Канаґава, Японія) — японський письменник, який активно працював у період Сьова в історії Японії. Він публікувався також під іншими чотирнадцятьма псевдонімами.

## Біографія
Ямамото народився 22 червня 1903 року у поселенні, яке зараз є містом Оцукі, що в японській префектурі Яманасі в бідній сім'ї. Відсутність грошей змусила його кинути середню школу, але він продовжував освіту самостійно, використовуючи букіністичну книжкову крамницю, над якою у той час жив. Вона належала його родичеві і саме його ім'я письменник взяв як псевдонім.

## Літературна кар'єра
Перше невелике оповідання Ямамото Sumadera fukin і п'єса в три акти Horinji iki були опубліковані в 1926 році. Його ранні роботи були призначені переважно для дітей. 1932 року він почав писати оповідання для дорослих, але вони не були оцінені літературною публікою, так що він продовжив публікувати популярні детективні і пригодницькі оповідання для підлітків. Це серія коротких оповідань про самураїв (1940—1945) і історичні повісті про видатних жінок (1942—1945). Обидві теми були дуже популярні у воєнній Японії.
У післявоєнний час Сюгоро Ямамото продовжив писати на історичні теми: «Ялиці залишилися» (1954—1958) і «Квітковий килим». Книги письменника вирізняються симпатією до бідняків і невдах, неприязню до можновладців і глибокою повагою до традицій. Його «Життя великих японських жінок» було номіноване на 17-у Премію Наокі, одну з найпрестижніших японських літературних премій, але Сюгоро відмовився її отримувати, скромно стверджуючи, що не вважає цю «популярну писанину» «літературою».
Багато з робіт Сюгоро Ямамото було екранізовано (зокрема, за його однойменним романом Акіра Куросава у 1965 році поставив фільм «Червона борода», а за збіркою оповідань «Квартал без сонця» — стрічку «Під стукіт трамвайних коліс», 1970).
Сюгоро Ямамото помер в Йокогамі 14 лютого 1967 року від гострої пневмонії, похований на громадському цвинтарі в місті Камакура в префектурі Канаґава (Японія).

## Спадщина
Літературна Премія Сюгоро Ямамото була заснована в 1987 році. Її присуджують щорічно за нові видатні твори художньої літератури. Переможець отримує пам'ятний подарунок і мільйон єн.

## Основні твори
- «Життя великих японських жінок» ((日本婦道記, 1942—1945)
- «Ялиці залишилися» (樅ノ木は残った, 1954—1958)
- «Червона борода» (赤ひげ診療譚, 1958)
- «Оповідання блакитної плоскодонки» (青べか物語, 1960)
- «Вулиці без сезону» (季節のない街, 1962)
- «Сабу» (さぶ, 1963)